# Gymnophyton foliosum
Gymnophyton foliosum là một loài thực vật có hoa trong họ Hoa tán. Loài này được Phil. mô tả khoa học đầu tiên năm 1860.